# 田中昌幸
田中 昌幸（たなか まさゆき、1961年〈昭和36年〉2月1日 - ）は、日本の政治家。北海道深川市長（1期）。
深川市議会副議長（第18代）、深川市議会議員（5期）などを歴任。

## 来歴
北海道深川市生まれ。市内の農家の出自で父の家系は太平洋戦争の戦災者が疎開や食糧の生産を目的に北海道に移住した拓北農兵隊で、1945年（昭和20年）に東京都から深川市に移り住んだ。田中が幼い頃は農業だけでは稼ぎが少なく冬になると父が本州へ出稼ぎに行くほどであった。その後、北海道深川西高等学校を経て室蘭工業大学工学部建築工学科を卒業し、1983年（昭和58年）に深川市役所に入庁。入庁後は建築畑を歩み、都市計画課建築係長などを歴任し、道の駅の設計などに携わった。また、市役所に入ってからはバレーボールを趣味としており、深川市バレーボール協会会長を務める他、深川市男女平等参画推進協議会理事、北海道建築士会北空知支部長などの公職に就いた。
2003年（平成15年）、深川市議会議員に出馬し、トップで初当選。以来5期19年に渡って議員を務め、2019年（令和元年）からは副議長（第18代）を務めた。2022年（令和4年）12月1日、副議長及び複合施設整備特別委員を退任。同月18日には深川市長選挙立候補に伴い、市議を自動失職。
市長選では子育てや医療・福祉の支援拡充、企業誘致などを訴え、立憲民主党の国会議員らの支援を受け、2022年（令和4年）12月25日、現職の山下貴史、新人の佐々木一夫を破り、初当選。
※当日有権者数：17,021人 最終投票率：60.18%（前回比：pts）
| 候補者名   | 年齢 | 所属党派 | 新旧別 | 得票数  | 得票率 | 推薦・支持                                           |
| ---------- | ---- | -------- | ------ | ------- | ------ | ---------------------------------------------------- |
| 田中昌幸   | 61   | 無所属   | 新     | 4,930票 | 48.5%  |                                                      |
| 山下貴史   | 70   | 無所属   | 現     | 4,222票 | 41.5%  | 推薦：自由民主党北海道支部連合会、公明党中空知総支部 |
| 佐々木一夫 | 72   | 無所属   | 新     | 1,010票 | 9.9%   |                                                      |

2023年（令和5年）1月21日、深川市長に就任。